# The Mainspring
Pour plus de détails, voir Fiche technique et Distribution.
The Mainspring est un western muet américain réalisé et interprété par Henry King, sorti en 1917.

## Synopsis
Déshonoré à la suite du suicide de son père, un banquier, s'est suicidé pour avoir spéculé avec des fonds qui lui étaient confiés, Ned Gillett rompt ses fiançailles avec Frances Hardor et part pour l'Ouest pour commencer une nouvelle vie. Il s'y lie d'amitié avec J. J. O'Rourke, un vieux mineur. Tous deux échappent de peu à la mort quand Bellows Jones, la brute locale, essaye de les tuer en faisant glisser leur cabane sur le flanc de la montagne, afin de prendre le contrôle de Mainspring, la mine du vieil homme. Indemne, Ned se dépêche d'aller au puits de mine à Travers City, pour y faire enregistrer la concession avant que Jones ne le fasse. Ned arrive à temps mais découvre que Jones a frauduleusement vendu la mine au frère de Frances, Bellamy. Bien que Ned obtienne que l'argent soit rendu, Frances refuse de lui parler, mais Bellamy, reconnaissant, aide Ned dans l'exploitation de la mine, qui s'avère être un succès. Cependant, Jones refuse d'accepter sa défaite et incite les mineurs à se mettre en grève et à mettre le feu à Mainspring. Ned sauve Frances et son frère, fait échouer les plans de Jones, et gagne à la fois la mine et l'amour de Frances.

## Fiche technique
- Titre original : The Mainspring
- Réalisation : Henry King
- Scénario : Frances E. Guihan, d'après la nouvelle éponyme de Louis Joseph Vance
- Production : H.M. Horkheimer, E.D. Horkheimer
- Société de production : Falcon Features
- Société de distribution : General Film Company
- Pays de production :  États-Unis
- Langue : anglais
- Format : Noir et blanc - 35 mm - 1,37:1 - Muet
- Genre : Western
- Durée : 40 minutes (4 bobines)
- Date de sortie :
  - États-Unis : 17 août 1917

## Distribution
- Henry King : Ned Gillett
- Ethel Pepperell : Frances Hardor
- Robert Ensminger : « Bellows » Jones
- Charles Blaisdell : J.J. O'Rourke
- Cullen Landis : Bellamy Hardor
- Arma Jacobsen : Peggy Mason